# T-44
T-44 je bio sovjetski tenk koji se počeo proizvoditi tijekom posljednje godine drugog svjetskog rata.  

### Nastanak
Još prije izbijanja drugog svjetskog rata po prvi put se pojavljuje tenkovski projekt koji treba naslijediti T-34. Zbog katastrofalnog početka sukoba te potrebe za ubrzanom proizvodnjom trenutno dovršenih modela tenkova projekt kasnijeg imena T-44 je bio obustavljen do boljih dana. Ti dani napokon nastupaju poslije bitke kod Kurska kada dolazi do oslobađanja dijela Ukrajine u kojem započinje proizvodnja prvih primjeraka ovog tenka.
Iako je do kraja rata bilo proizvedeno 150 primjeraka T-44, niti jedan od njih nije upotrebljen u borbama pošto su zapovjednici više preferirali stari pouzdani T-34 od ove novotarije.

### Oprema
T-44 je bio u stvarnosti međugeneracijski tenk između ratno popularnog T-34 i budućeg svjetski najmasovnije građenog tenka T-55. Kao takav tenk on je u sebi imao neke osobine od oba druga tenka.  Gusjenice su bile od T-34, ali sam sistem kretanja je bio od ranih modela T-55. Slično tome kupola je bila preuzeta od prethodnika, dok je motor bio od nasljednika.
Oklop T-44 je bio debel 120 mm, dok je veličina topa ovisila o verziji tenka i kretala se između 85 i 122 mm.
Nakon proizvedenih 1800 primjeraka T-44 1947. godine se donosi odluka o obustavi proizvodnje kako bi se oslobodili industrijski kapaciteti za gradnju T-55 .